# Algérie aux Jeux olympiques d'hiver de 2010
Vous lisez un « bon article » labellisé en 2013.
La participation de l'Algérie aux Jeux olympiques d'hiver de 2010 à Vancouver au Canada, du 12 au 28 février 2010, constitue la troisième participation du pays à des Jeux olympiques d'hiver. La délégation algérienne est représentée par un seul athlète, Mehdhi-Selim Khelifi en ski de fond, également porte-drapeau du pays lors de la cérémonie d'ouverture de ces Jeux.
L'Algérie ne remporte aucune médaille durant ces Jeux olympiques, son seul sportif inscrit terminant 84e de son épreuve, le 15 kilomètres libre.

## Délégation
La délégation sportive algérienne se compose d'un unique sportif, Mehdhi-Selim Khelifi. Dirigée par le chef de mission Hamdane Meziane, membre du comité olympique algérien et président de la fédération algérienne de ski et sports de montagne, elle comprend en outre l'entraîneur français Denis François Boissière et le médecin Rostane Fayçal Essed. Cette participation est moins importante que celle des Jeux olympiques d'hiver de 2006, compétitions auxquelles ont pris part deux sportifs algériens, un skieur de fond et un skieur alpin. Des skieurs alpins algériens ont tenté de se qualifier pour les Jeux de 2010 en participant à des courses en Italie, mais leurs résultats n'ont pas été suffisants.

## Cérémonies d'ouverture et de clôture

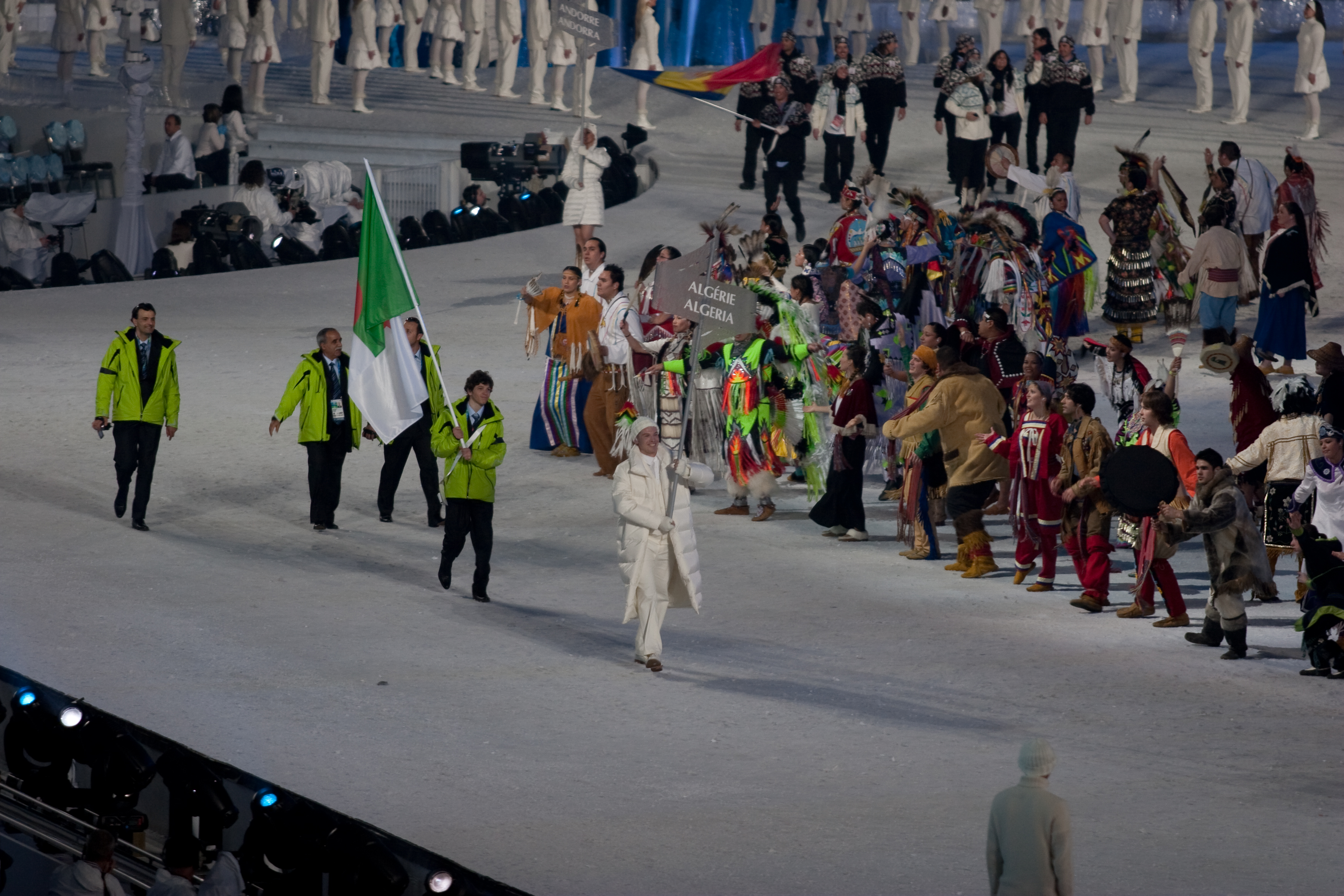
Entrée de la délégation algérienne à la cérémonie d'ouverture.

L'Algérie fait partie, avec l'Afrique du Sud, l'Éthiopie, le Ghana, le Maroc et le Sénégal, des six pays d'Afrique participant à ces Jeux. L'Algérie est la 3e des 82 délégations à entrer dans le BC Place Stadium de Vancouver au cours du défilé des nations durant la cérémonie d'ouverture, après l'Albanie et avant l'Andorre. Cette cérémonie est dédiée au lugeur géorgien Nodar Kumaritashvili, mort la veille après une sortie de piste durant un entraînement. Le porte-drapeau du pays est le skieur Mehdhi-Selim Khelifi.
Lors de la cérémonie de clôture qui se déroule également au BC Place Stadium, les porte-drapeaux des différentes délégations entrent ensemble dans le stade olympique et forment un cercle autour du chaudron abritant la flamme olympique. Le drapeau de l'Algérie est porté par un assistant du comité olympique algérien, la délégation du pays étant déjà repartie. C'est la seule délégation à être partie avant la clôture des jeux.

## Ski de fond

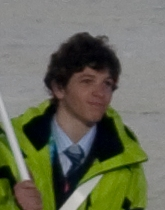
Mehdhi-Selim Khelifi lors de la cérémonie d'ouverture des Jeux olympiques de Vancouver.

L'Algérie aligne son seul représentant lors des épreuves de ski de fond à ces Jeux olympiques. Il s'agit de Mehdhi-Selim Khelifi, né le 1er septembre 1992 dans les Pyrénées françaises et possédant la double nationalité franco-algérienne. Il a fait partie de l'école espoir en France. Âgé de 17 ans, il prend part aux Jeux olympiques pour la première fois,. Mehdhi-Selim Khelifi dispute l'épreuve du 15 km le 15 février au parc olympique de Whistler.

### Qualification
Trois cent dix places sont attribuables en ski de fond lors des Jeux olympiques de Vancouver dans la limite de vingt athlètes par nation. La période de qualification s'étale entre juillet 2008 et le 25 janvier 2010. Pour se qualifier, les athlètes doivent obtenir un maximum de 100 points de la Fédération internationale de ski (FIS) dans la limite de quatre sportifs par pays en sachant que pour les épreuves de sprint, les athlètes doivent obtenir un maximum de 120 points FIS dans l'épreuve concernée. Si une nation ne réalise pas ce critère, il lui est possible d'obtenir un ticket olympique pour chaque sexe dans les épreuves de sprint ou pour le 10 km féminin et 15 km masculin en participant aux Championnats du monde de ski nordique 2009 et en ne dépassant pas les 300 points FIS dans l'épreuve concernée. Mehdhi-Selim Khelifi réussit les minima de la FIS dans les disciplines de sprint et de courses de distance. Pour se qualifier, il participe à cinq compétitions internationales en un mois dont notamment les épreuves d'Ulrichen et Campra en Suisse en catégorie juniors du FIC race pendant la saison 2009-2010,, où il est classé respectivement 69e et 71e. Avant les Jeux, le chef de mission Hamdane Meziane déclare : « Nous attendons de cet athlète un classement honorable et être le premier des petites nations en ski. Je tiens à le féliciter pour son choix et surtout pour tout le sacrifice qu'il a fait pour obtenir son billet pour les JO. »

### Résultat
Mehdhi-Selim Khelifi, qui porte le dossard no 94 lors de l'épreuve, est le 84e des 95 concurrents engagés à s'élancer dans le 15 kilomètres. C'est le plus jeune skieur prenant part à cette course. Khelifi est classé 86e après 4,9 km avec un temps de 13 min 30 s 4 soit un retard de 2 min 35 s 2 sur le premier de la course et 84e après 12,4 km avec un temps de 34 min 36 s 5. Il est toujours 84e avec 8 min 2 s 2 de retard sur le champion olympique suisse Dario Cologna à l'arrivée. Il devance l'autre athlète africain, l'Éthiopien Robel Zemichael Teklemariam qui termine à la 93e place. Il n'a pas l'occasion de profiter d'éventuels abandons d'autres concurrents, car tout le monde réussit à franchir la ligne d'arrivée. Le résultat de Khelifi est meilleur que celui de Noureddine Maurice Bentoumi, seul fondeur algérien aux Jeux olympiques d'hiver de Turin en 2006, qui n'a pas terminé le 50 kilomètres.
| Athlète              | Épreuve     | Temps final   | Retard      | Rang |
| -------------------- | ----------- | ------------- | ----------- | ---- |
| Mehdhi-Selim Khelifi | 15 km libre | 41 min 38 s 5 | 8 min 2 s 2 | 84e  |

## Diffusion des Jeux en Algérie
Les Jeux olympiques de Vancouver ne sont diffusés par aucune chaîne de télévision nationale. Les Algériens peuvent suivre les épreuves olympiques en regardant en clair les chaînes qatariennes de Al Jazeera Sport en arabe et anglais, ainsi que sur le câble et le satellite sur le réseau d'Eurosport. Eurosport ainsi qu'Eurovision permettent d'assurer la couverture médiatique algérienne sur internet.